# Fourche de Winnipeg
Pour les articles homonymes, voir Fourche (homonymie).

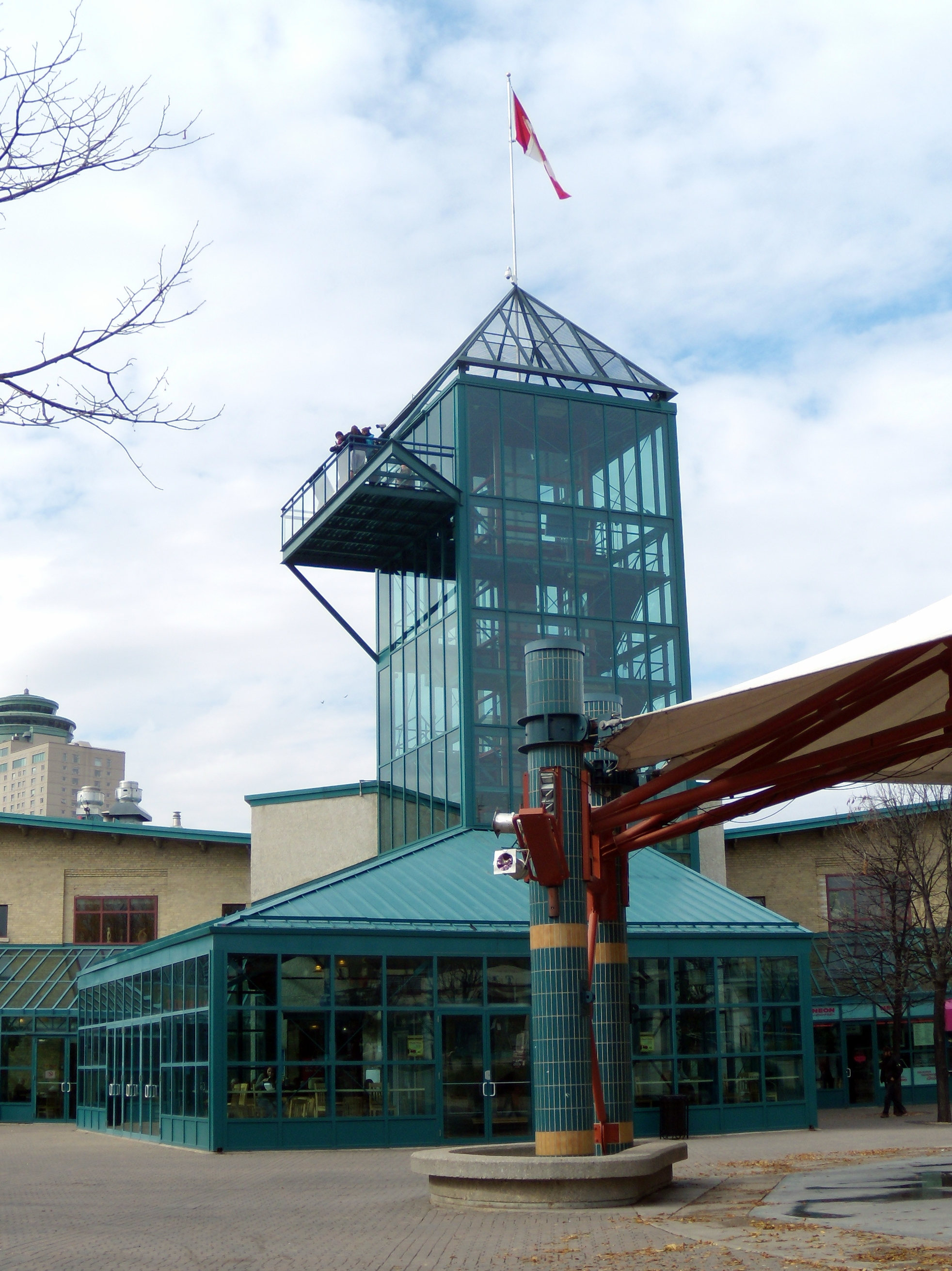
La Fourche de Winnipeg

La Fourche de Winnipeg désigne la confluence de la rivière Rouge avec la rivière Assiniboine située dans le centre historique de la ville de Winnipeg.
La Fourche de Winnipeg est le cœur historique de la ville. Depuis des milliers d'années, les Amérindiens (Assiniboines, Cris, Sioux) venaient en ce lieu pour échanger et troquer.
Dès le XVIIIe siècle, l'explorateur français, Pierre Gaultier de Varennes et de La Vérendrye reconnut cet endroit. Puis les trappeurs et coureurs des bois canadiens-français arpentèrent ce lieu et rencontrèrent les tribus amérindiennes de la région. De ces rencontres franco-amérindiennes naquit la Nation métis qui fut à la création de la province du Manitoba. Par la suite d'autres peuples vinrent s'installer, des Britanniques, des Allemands, des Slaves, puis des Asiatiques.
Le quartier central de La Fourche est relié au quartier francophone de Saint-Boniface par le pont Esplanade Riel dont le nom lui fut donné à la mémoire du personnage historique Louis Riel dont un des descendants, Étienne Gaboury, fut l'architecte et le concepteur de cette passerelle, ainsi que par le pont Provencher.
La Fourche possède un musée consacré aux droits de l'homme, le Musée canadien des droits de la personne.
La Fourche accueille également une galerie commerciale, des studios de télévision ainsi qu'une piste de skate sur son esplanade.